# Gruppo Triboldi Basket 2007-2008

## Verdetti
- Legadue:
  - stagione regolare: 5º posto su 16 squadre (18-12);
  - playoff: sconfitta in semifinale da Caserta (0-3).
- Coppa Italia di Legadue:
  - eliminazione in semifinale contro Jesi.

## Roster
| Giocatori |
| --------- |

|    | Naz.                                     | Ruolo | Sportivo                | Anno | Alt. | Peso |  |
| -- | ---------------------------------------- | ----- | ----------------------- | ---- | ---- | ---- |  |
| 4  | Stati Uniti (bandiera)                   | AC    | Quadre Lollis           | 1973 | 200  | 111  |  |
| 6  | Italia (bandiera)                        | P     | Mauro Morri             | 1977 | 190  | 90   |  |
| 7  | Stati Uniti (bandiera)                   | G     | J.R. Reynolds           | 1984 | 188  | 87   |  |
| 8  | Argentina (bandiera) · Italia (bandiera) | A     | Silvio Gigena           | 1975 | 200  | 98   |  |
| 9  | Italia (bandiera)                        | PG    | Pierluigi Brotto        | 1971 | 185  | 80   |  |
| 10 | Italia (bandiera)                        | G     | Flavio Portaluppi       | 1971 | 190  | 85   |  |
| 11 | Italia (bandiera)                        | AC    | Roberto Cazzaniga       | 1978 | 205  | 92   |  |
| 12 | Italia (bandiera)                        | C     | Marco Cusin             | 1985 | 211  | 112  |  |
| 13 | Italia (bandiera)                        | P     | Marco Bona              | 1989 | 194  | 88   |  |
| 14 | Australia (bandiera)                     | G     | Damien Ryan             | 1979 | 193  | 88   |  |
| 16 | Italia (bandiera)                        | G     | Mauro Agostino Raimondi | 1988 | 180  | 75   |  |
| 17 | Italia (bandiera)                        | A     | Matteo Premoli          | 1989 | 195  | 90   |  |
| 20 | Italia (bandiera)                        | A     | Fausto Martinelli       | 1988 | 194  | 90   |  |

| Staff tecnico                   |
| ------------------------------- |
| Allenatore: Stefano Cioppi      |
| Assistente: Riccardo Eliantonio |

| Giocatori acquisiti a stagione in corso |
| --------------------------------------- |

|    | Naz.                                       | Ruolo | Sportivo                        | Anno | Alt. | Peso |  |
| -- | ------------------------------------------ | ----- | ------------------------------- | ---- | ---- | ---- |  |
| 5  | Stati Uniti (bandiera) · Italia (bandiera) | A     | Corey Albano dal 12 febbraio    | 1975 | 205  | 95   |  |
| 18 | Italia (bandiera)                          | A     | Rodolfo Valenti dal 1º febbraio | 1980 | 196  | 95   |  |

| Giocatori ceduti a stagione in corso |
| ------------------------------------ |

|    | Naz.              | Ruolo | Sportivo                            | Anno | Alt. | Peso |  |
| -- | ----------------- | ----- | ----------------------------------- | ---- | ---- | ---- |  |
| 20 | Italia (bandiera) | G     | Maurizio Giadini fino al 5 dicembre | 1981 | 196  | 102  |  |

Legaduebasket: Dettaglio statistico